# Џорџтаун (округ Макдона, Илиноис)
Џорџтаун (енгл. Georgetown, McDonough County) насељено је место без административног статуса у америчкој савезној држави Илиноис.

## Демографија
По попису из 2010. године број становника је 404.
| Група             | 2000.    | 2010.       |
| Белци             | 0 (0,0%) | 338 (83,7%) |
| Афроамериканци    | 0 (0,0%) | 10 (2,5%)   |
| Азијати           | 0 (0,0%) | 36 (8,9%)   |
| Хиспаноамериканци | 0 (0,0%) | 10 (2,5%)   |
| Укупно            | 0        | 404         |